# Jan-Pieter Barbian

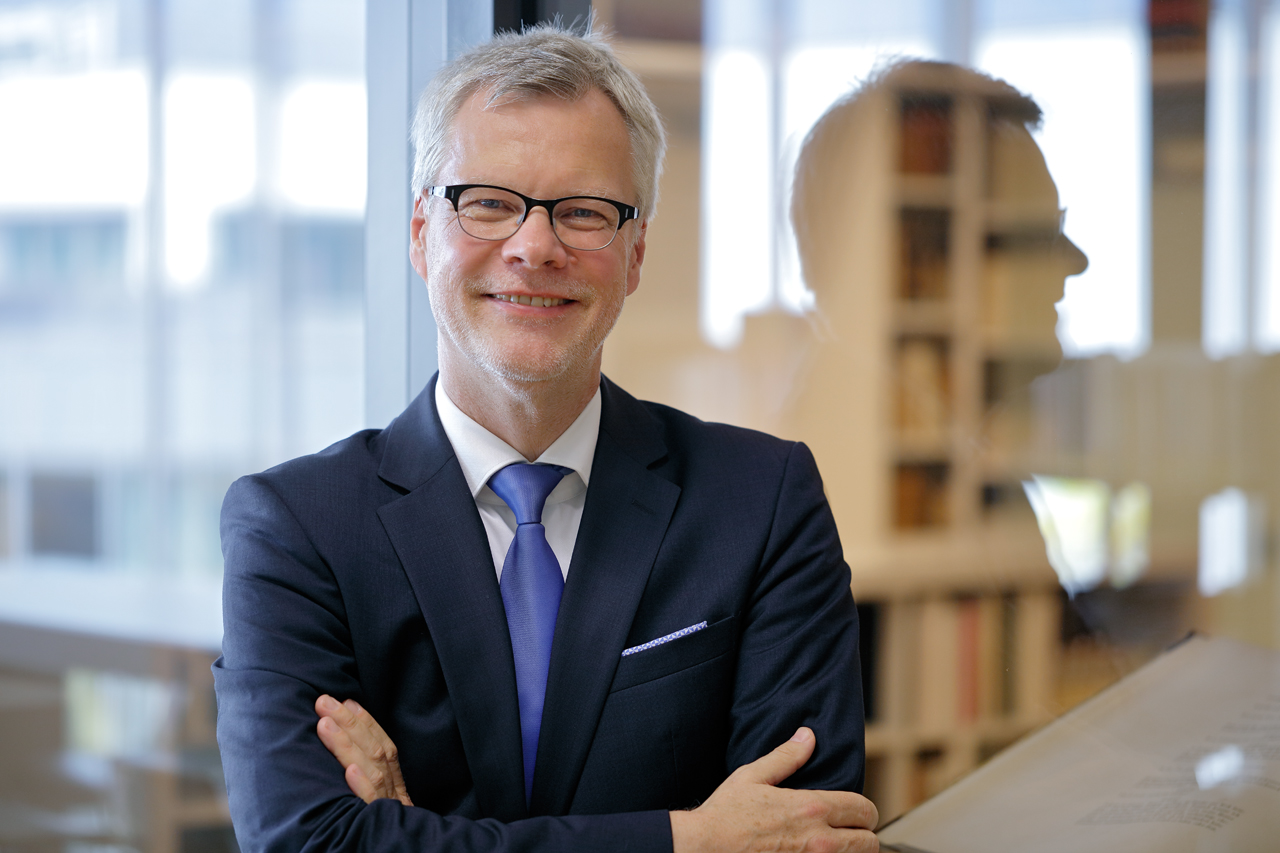
Jan-Pieter Barbian, 2017

Jan-Pieter Barbian (* 20. Juli 1958 in Saarbrücken) ist ein deutscher Kulturhistoriker und seit 1999 Direktor der Stadtbibliothek Duisburg.

## Leben und Wirken
Das Studium der Geschichte, Germanistik und Philosophie an der Universität Trier schloss Barbian 1986 mit dem Magister Artium ab. 1991 wurde er mit einer Arbeit über Literaturpolitik im ‚Dritten Reich‘. Institutionen, Kompetenzen, Betätigungsfelder promoviert. Von 1987 bis 1991 war Barbian Wissenschaftlicher Mitarbeiter für Neuere und Neueste Geschichte an der Universität Trier und von 1991 bis 1998 Fachbereichsleiter für Kulturelle Bildung an der Volkshochschule Duisburg.
Seit 1999 ist Barbian Direktor der Stadtbibliothek Duisburg sowie ehrenamtlicher Geschäftsführer des 1912 gegründeten Vereins für Literatur Duisburg und der 1996 gegründeten Duisburger Bibliotheksstiftung. Von 2001 bis 2020 gehörte Barbian als korrespondierendes Mitglied der Historischen Kommission des Börsenvereins des Deutschen Buchhandels an. Zwischen 2010 und 2013 war er zudem Mitglied im Vorstand des Deutschen Bibliotheksverbands und zwischen 2011 und 2017 Mitglied im Kuratorium des Deutschen Literaturfonds, dessen Vorsitzender er von 2014 bis 2017 war. Des Weiteren wirkte er von 2017 bis 2023 als Mitglied im Bibliothekarischen Beirat der EKZ Bibliotheksservice in Reutlingen mit.
Im Zuge seiner Tätigkeit als Direktor der Stadtbibliothek Duisburg publizierte Barbian im September und Oktober 2009 für das Programm „Librarian in Residence“ über seine Erfahrungen im Bibliothekswesen von New York und Washington D.C. einen Blog des Goethe-Instituts und erhielt von diesem in der Zeit von 2010 bis 2016 Einladungen zu mehreren Vortragsreisen nach Chengdu, Guangzhou, Hangzhou, Hongkong, Peking, Shanghai und Wuhan sowie Moskau, Perm und Genua.
Seit 2011 ist Barbian auch als Lehrbeauftragter im Institut für Optionale Studien (IOS) der Universität Duisburg-Essen tätig.
Jan-Pieter Barbian war von 1988 bis 2017 mit Gerlinde Barbian, geborene Jacobs, verheiratet. Aus dieser Ehe stammt ein 1997 geborener Sohn.

## Forschungsschwerpunkte
Barbian hat zahlreiche Publikationen zur Literatur- und Kulturpolitik der NS-Zeit, zu Film und Politik in der Weimarer Republik, zur Geschichte und Literatur des Ruhrgebiets im 20. Jahrhundert, zu den deutsch-französischen Beziehungen auf dem Gebiet des Montanwesens im 18. und frühen 19. Jahrhundert, zu den deutsch-niederländischen Beziehungen in der Weimarer Republik und zu den deutsch-polnischen Beziehungen im 20. Jahrhundert veröffentlicht.

## Publikationen (Auswahl)
Als Autor:
- Literaturpolitik im ‚Dritten Reich‘. Institutionen, Kompetenzen, Betätigungsfelder. In: Archiv für Geschichte des Buchwesens. Band 40, 1993, ISBN 3-7657-1760-6, S. 1–394 (zugleich: Phil. Diss. Universität Trier, 1991); überarbeitete Taschenbuchausgabe: dtv, München 1995, ISBN 3-423-04668-6.
- Die vollendete Ohnmacht? Schriftsteller, Verleger und Buchhändler im NS-Staat. Ausgewählte Aufsätze. Klartext, Essen 2008, ISBN 978-3-89861-894-6.
- Literaturpolitik im NS-Staat. Von der 'Gleichschaltung' bis zum Ruin. Fischer Taschenbuch Verlag, Frankfurt am Main 2010, ISBN 978-3-596-16306-9.
- Heinrich von Kleist (1777–1811). Der „Sonderfall“ eines deutschen Klassikers. Literaturkatalog Verein für Literatur und Kunst Duisburg, Duisburg 2011, ISBN 978-3-89279-676-3.
- Wolfgang Borchert (1921–1947). Sehnsucht nach einem richtigen Leben. Literaturkatalog Verein für Literatur und Kunst Duisburg, Duisburg 2012, ISBN 978-3-89279-680-0.
- The Politics of Literature in Nazi Germany. Bloomsbury, New York [u. a.] 2013, ISBN 978-1-4411-0734-3.
- Alex Capus. Reisen im Licht der Sterne. Literaturkatalog Verein für Literatur und Kunst Duisburg, Duisburg 2013, ISBN 978-3-89279-688-6.
- Harry Mulisch (1927–2010). Die Entdeckung des 20. Jahrhunderts durch das Auge der Literatur. Literaturkatalog Verein für Literatur Duisburg, Duisburg 2016, ISBN 978-3-89279-484-4.
- (mit Wilfried Sühl-Strohmenger): Informationskompetenz. Leitbegriff bibliothekarischen Handelns in der digitalen Informationswelt. Dinges & Frick, Wiesbaden 2017, ISBN 978-3-934997-85-1.
- Kultur als Spiegelbild der Gesellschaft in Deutschland. Gesammelte Aufsätze zur NS-Zeit, zum Film und zum Ruhrgebiet. Wehrhahn, Hannover 2021, ISBN 978-3-86525-865-6.
- Medien – Informieren – Menschen. 25 Jahre Arbeit in der Stadtbibliothek Duisburg. b.i.t. Verlag, Wiesbaden 2023, ISBN 978-3-9824425-7-0.
- Literaturpolitik im NS-Staat. Von der 'Gleichschaltung' bis zum Ruin. Überarbeitete und aktualisierte Neuausgabe, S. Fischer Verlag, Frankfurt am Main 2024, ISBN 978-3-10-397583-3.

Als Herausgeber:
- (mit Ludger Heid): Zwischen gestern und morgen. Kriegsende und Wiederaufbau im Ruhrgebiet. Klartext, Essen 1995, ISBN 3-88474-284-1.
- (mit Ludger Heid): Die Entdeckung des Ruhrgebietes. Das Ruhrgebiet in Nordrhein-Westfalen 1946–1996. Klartext, Essen 1997, ISBN 3-88474-525-5.
- (mit Michael Brocke und Ludger Heid): Juden im Ruhrgebiet. Vom Zeitalter der Aufklärung bis in die Gegenwart. Klartext, Essen 1999, ISBN 3-88474-694-4.
- (mit Marek Zybura): Erlebte Nachbarschaft. Aspekte der deutsch-polnischen Beziehungen im 20. Jahrhundert. Harrassowitz, Wiesbaden 1999, ISBN 3-447-04149-8.
- (mit Werner Ružička): Poesie und Politik. Der Dokumentarfilmer Joris Ivens (1898–1989). Wissenschaftlicher Verlag Trier, Trier 2001, ISBN 3-88476-489-6.
- (mit Hans-Georg Kraume und Sigurd Praetorius): Duisburg-Bibliographie 1987–2001. Bearbeitet von Eberhard Kröger und Manfred Komorowski. Klartext, Essen 2004, ISBN 3-89861-306-2.
- (mit Hanneliese Palm): Die Entdeckung des Ruhrgebiets in der Literatur (= Schriften des Fritz-Hüser-Instituts für Literatur und Kultur der Arbeitswelt. Band 18). Klartext, Essen 2009, ISBN 978-3-8375-0123-0.
- (mit Hans-Georg Kraume und Sigurd Praetorius): Nationalsozialismus in Duisburg 1920–1945. Eine Einführung mit Bibliografie und Fotografien der Zeit. Klartext, Essen 2009, ISBN 978-3-8375-0124-7.
- (mit Gertrude Cepl-Kaufmann und Hanneliese Palm): Von Flussidyllen und Fördertürmen. Literatur an der Nahtstelle zwischen Ruhr und Rhein. Klartext, Essen 2011, ISBN 978-3-8375-0524-5.
- Literatur als Herzenssache. Der Verein für Literatur und Kunst und die Welt der Bücher in Duisburg 1912–2012. Klartext, Essen 2012, ISBN 978-3-8375-0717-1.
- (mit Reinhard Wittmann und Ernst Fischer): Geschichte des deutschen Buchhandels im 19. und 20. Jahrhundert. Band 3: Drittes Reich. Teil 1. Herausgegeben im Auftrag der Historischen Kommission des Börsenvereins des Deutschen Buchhandels, de Gruyter, Berlin/Boston 2015, ISBN 978-3-598-24806-1.
- Vom „Sachsenspiegel“ bis zum eBook. Die Stadtbibliothek Duisburg als kommunales Medien-, Bildungs- und Kulturzentrum. Klartext, Essen 2017, ISBN 978-3-8375-1521-3.
- (mit Werner Ružicka): Eberhard Fechner. Ein deutscher Erzähler. Klartext, Essen 2018, ISBN 978-3-8375-1993-8.
- (mit Erhard Schütz): Die Utopie des Alltäglichen. Nachdenken über Nicolas Born (1937–1979). Wehrhahn, Hannover 2019, ISBN 978-3-86525-736-9.
- Fantastische Welten. 50 Jahre Internationale Kinder- und Jugendbuchausstellung (IKiBu) in Duisburg. Mercator, Duisburg 2021, ISBN 978-3-946895-39-8.
- (mit Erhard Schütz): Gegen Mauern anschreiben. Max von der Grün als Kinder- und Jugendbuchautor. Aisthesis, Bielefeld 2023, ISBN 978-3-8498-1877-7.
- (mit Erhard Schütz): Die Traglast der Vergangenheit. Annäherungen an Ralf Rothmann. Aisthesis, Bielefeld 2024, ISBN 978-3-8498-1947-7.